# Lauttasaaret (ö i Lappland)
Lauttasaaret, nordsamiska: Puárreesuolluuh, är en ö i Finland. Den ligger i sjön Enare träsk och i kommunen Enare i den ekonomiska regionen Norra Lappland och landskapet Lappland, i den norra delen av landet, 1 000 km norr om huvudstaden Helsingfors. Öns area är 4 hektar och dess största längd är 420 meter i sydväst-nordöstlig riktning.  Notera att namnet antyder att det är fråga om flera öar.